# Digitalvideo
Digitalvideo är en typ av videoinspelningssystem som använder en digital representation av videosignaler i stället för en analog. Termen ska inte förväxlas med DV, vilket är en speciell typ av digitalvideo. Digitalvideo spelas in på band och distribueras därefter på optiska lagringsmedium, oftast dvd-skivor. Det finns dock vissa undantag.